# Deron Quint
Deron Timothy Quint (* 12. März 1976 in Durham, New Hampshire) ist ein ehemaliger US-amerikanischer Eishockeyspieler, der im Verlauf seiner aktiven Karriere zwischen 1993 und 2017 unter anderem 470 Spiele für die Winnipeg Jets, Phoenix Coyotes, New Jersey Devils, Columbus Blue Jackets, Chicago Blackhawks und New York Islanders in der National Hockey League auf der Position des Verteidigers bestritten hat. Darüber hinaus war Quint auch in der Deutschen Eishockey Liga und Kontinentalen Hockey-Liga aktiv.

## Karriere

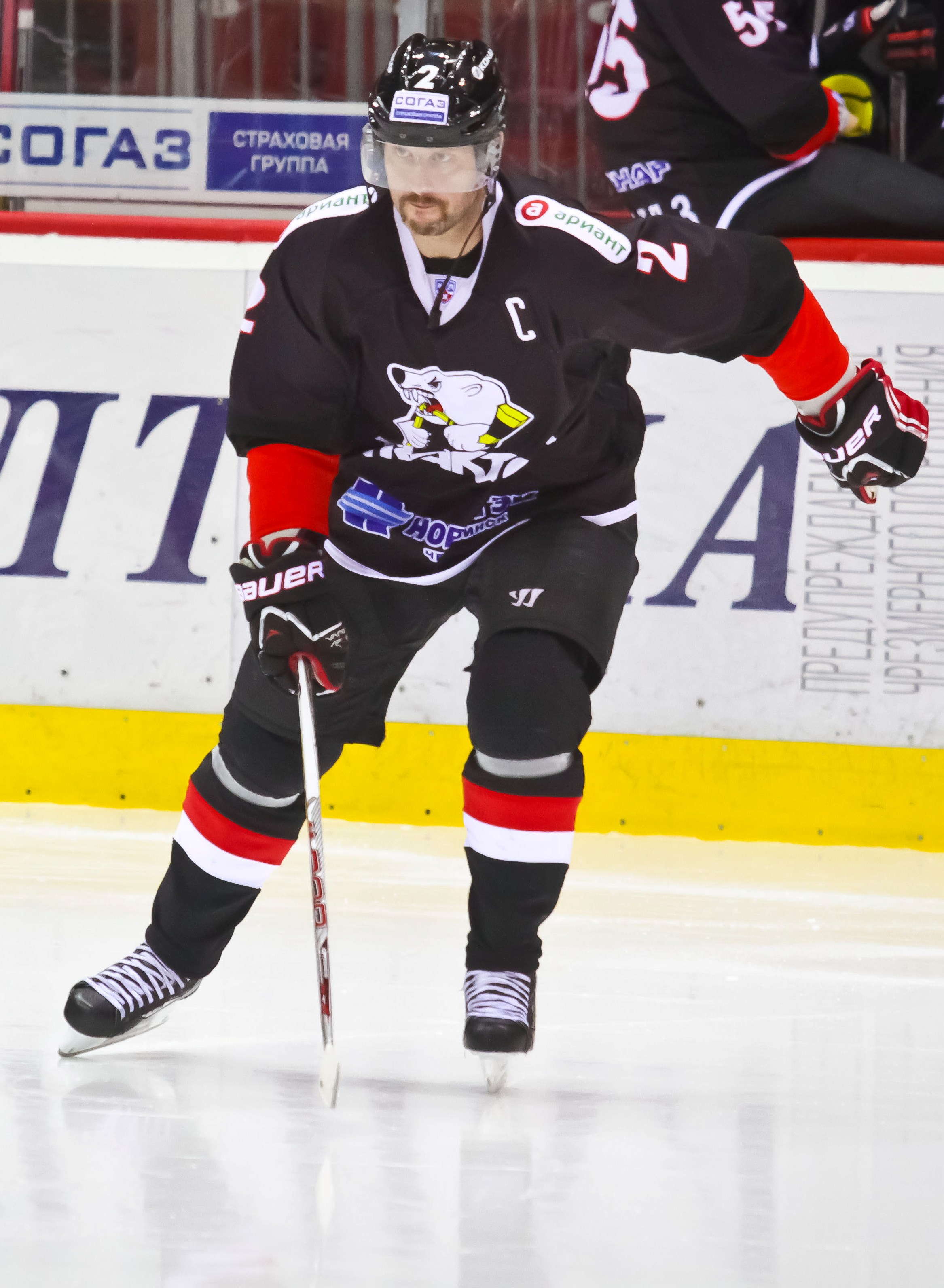
Quint als Kapitän des HK Traktor Tscheljabinsk (2015)

Der 1,85 m große Verteidiger Deron Quint begann seine Karriere bei den Seattle Thunderbirds in der kanadischen Juniorenliga Western Hockey League (WHL), bevor er beim NHL Entry Draft 1994 als 30. in der zweiten Runde von den Winnipeg Jets ausgewählt (gedraftet) wurde.
Schon in seiner Rookiesaison in der National Hockey League (NHL) spielte der Linksschütze in 51 Spielen für die Jets, dabei gelangen ihm fünf Tore und 13 Assists, obwohl er vor der Saison nicht den Ruf eines offensiven Abwehrspielers hatte. Es gelang ihm sogar den 1931 von Nels Stewart (Montreal Maroons) aufgestellten Rekord von zwei Toren innerhalb von vier Sekunden einzustellen. Auch nach dem Umzug seines Franchises nach Phoenix und der daraus resultierenden Umbenennung in Phoenix Coyotes gehörte Quint zum NHL Kader, bis er am 7. März 2000 im Tausch gegen Lyle Odelein zu den New Jersey Devils transferiert wurde. Schon am 23. Juni desselben Jahres folgte mit den Columbus Blue Jackets die dritte NHL-Station Quints, wo er bis zum Ende der Saison 2001/02 verblieb. Für eine Saison kehrte Quint zu den Coyotes zurück, sein vorerst letztes Engagement in der NHL endete 2004 bei den Chicago Blackhawks, während des Lockouts 2004/05 spielte er für den HC Bozen in der Serie A, nach 16 Spielen in der Nationalliga A (NLA) bei den Kloten Flyers wechselte der Amerikaner schließlich während der Saison 2005/06 nach Berlin.
Mit den Eisbären wurde Deron Quint schon in seiner ersten DEL-Saison Deutscher Meister, nach Ende der Regulären Saison 2006/07 wurde er mit 46 Punkten hinter Jame Pollock (Nürnberg Ice Tigers) und Stéphane Julien (Kölner Haie) drittbester Scorer unter den DEL-Verteidigern. Nach dem Playoff-Ausscheiden der Eisbären in der Saison 2006/07 wurde Quint für die letzten fünf regulären Saisonspiele an die New York Islanders ausgeliehen. Bereits in der folgenden Spielzeit lief der Abwehrspieler allerdings wieder für die Eisbären auf. Trotz eines Vertrages bis 2010 wechselte er nach der Saison 2008/09 in die Kontinentale Hockey-Liga (KHL) zu Neftechimik Nischnekamsk. 2010 wurde er vom Ligarivalen HK Traktor Tscheljabinsk verpflichtet und war in der Saison 2010/11 mit 21 Treffern der torgefährlichste Verteidiger der KHL. Während der Saison 2012/13 wurde er zum KHL All-Star Game eingeladen. Ab Mai 2013 stand Quint beim HK Spartak Moskau unter Vertrag. Nachdem feststand, dass Spartak die Play-offs der Saison 2013/14 verpassen würde, gab der Klub Quint Mitte Januar 2014 gegen eine Kompensationszahlung an den HK ZSKA Moskau ab, für den er bis Saisonende noch zwölf Einsätze absolvierte. Anschließend kehrte er zum HK Spartak zurück, da dieser aufgrund von finanziellen Schwierigkeiten den Spielbetrieb einstellte, verpflichtete Traktor Tscheljabinsk Quint im Juli 2014.
In der Saison 2016/17 stand er beim EHC Red Bull München in der Deutschen Eishockey Liga unter Vertrag und gewann mit den Roten Bullen einen weiteren deutschen Meistertitel. 
Nach diesem Erfolg beendete er seine Karriere und arbeitet seit 2020 als Polizist in Phoenix.

## Erfolge und Auszeichnungen
| - 1994 CHL All-Rookie Team - 1995 WHL West First All-Star Team - 2006 Deutscher Meister mit den Eisbären Berlin - 2007 Teilnahme am DEL All-Star Game - 2008 Teilnahme am DEL All-Star Game - 2008 Deutscher Meister mit den Eisbären Berlin - 2009 Teilnahme am DEL All-Star Game | - 2009 Deutscher Meister mit den Eisbären Berlin - 2013 Teilnahme am KHL All-Star Game - 2013 KHL-Verteidiger des Monats November - 2014 Teilnahme am KHL All-Star Game - 2015 KHL-Verteidiger des Monats Februar - 2017 Deutscher Meister mit dem EHC Red Bull München |

## Karrierestatistik

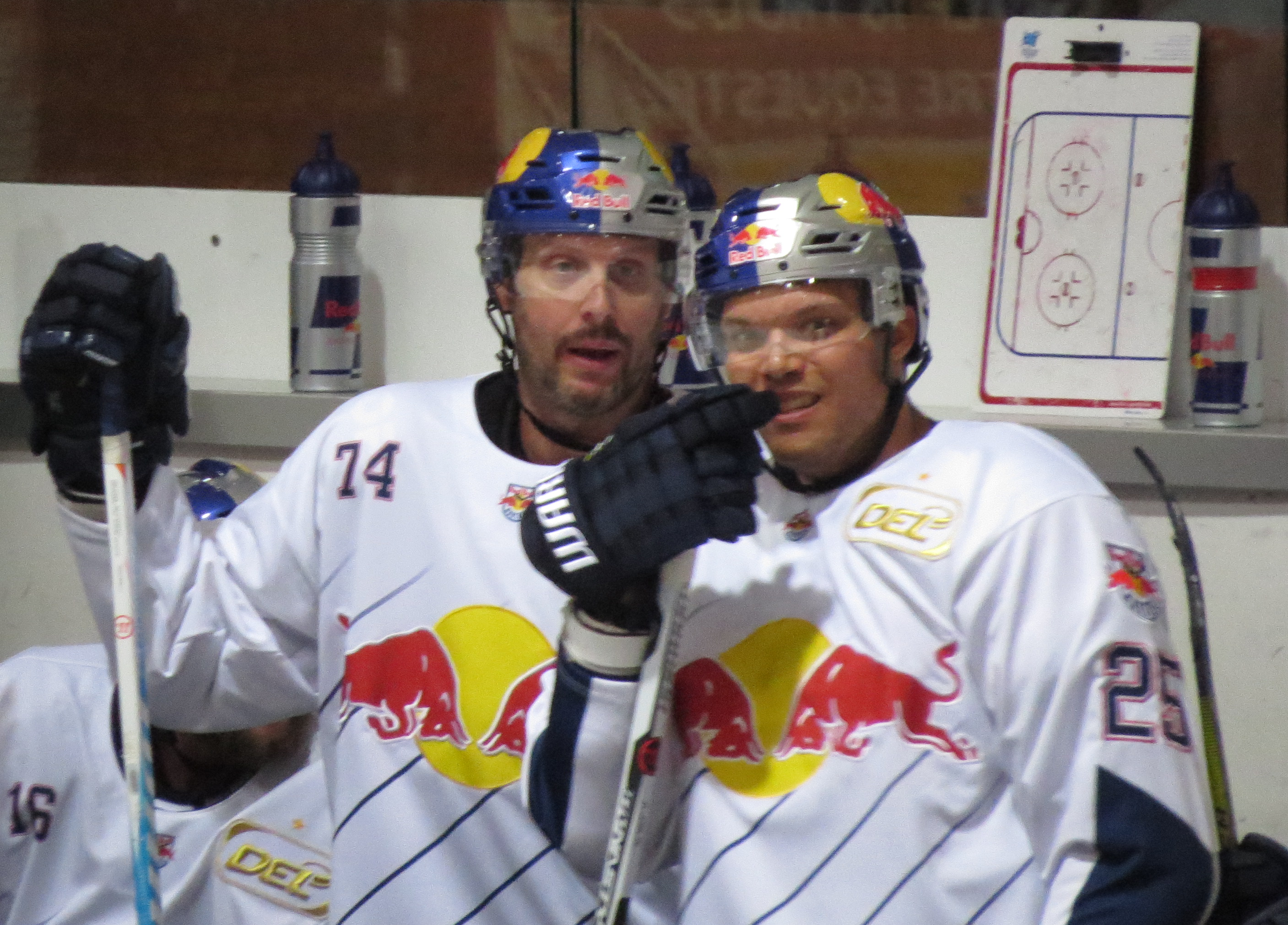
Quint (links) und Derek Joslin im Trikot des EHC Red Bull München (2016)

### International
Vertrat die USA bei:
- Junioren-Weltmeisterschaft 1994
- Junioren-Weltmeisterschaft 1995
- Weltmeisterschaft 2001

(Legende zur Spielerstatistik: Sp oder GP = absolvierte Spiele; T oder G = erzielte Tore; V oder A = erzielte Assists; Pkt oder Pts = erzielte Scorerpunkte; SM oder PIM = erhaltene Strafminuten; +/− = Plus/Minus-Bilanz; PP = erzielte Überzahltore; SH = erzielte Unterzahltore; GW = erzielte Siegtore; 1 Play-downs/Relegation; Kursiv: Statistik nicht vollständig)